# Bộ Củ nâu
Bộ Củ nâu (danh pháp khoa học: Dioscoreales) là một bộ thực vật một lá mầm, trước đây được gộp vào trong bộ Loa kèn (Liliales). Những loài được biết đến nhiều nhất ở Việt Nam có lẽ là củ nâu (Dioscorea cirrhosa), khoai mỡ (Dioscorea alata), củ mài (hay hoài sơn - Dioscorea persimilis) và củ từ (Dioscorea esculenta). Theo trang web của APG thì bộ này hiện tại chứa 5 họ, 21 chi và khoảng 1.037 loài.

## Phát sinh loài
Nhóm thân cây của bộ Dioscoreales được xác định có niên đại khoảng 124 triệu năm trước (Ma), còn nhóm chỏm cây khoảng 123 Ma (Janssen & Bremer 2004).
Các lá đài của Narthecium ossifragum có 3 vạch, nhưng của Dioscoreaceae lại chỉ có 1.
Họ Nartheciaceae được đặt trong bộ Dioscoreales là khá phù hợp, mặc dù đôi khi độ hỗ trợ chỉ vừa phải (độ nỗ lực là 97%, lấy mẫu tốt của Nartheciaceae, nhưng chỉ có hai chi Dioscorea, Tacca và ba thành viên của bộ Pandanales.). Tuy nhiên, Davis và ctv. (2004) lại phát hiện thấy họ này có liên quan tới bộ Pandanales, mặc dù độ hỗ trợ là yếu (<70%) và chúng thiếu sự triệt tiêu 6 bp atpA của nhiều thành viên trong nhánh này.
Các nghiên cứu gần đây của Merckx và ctv. (2006) hỗ trợ mạnh mẽ cho giả định rằng các thành viên kiểu dị dưỡng-nấm của bộ Dioscoreales không tạo thành một nhánh. Nghiên cứu của họ, sử dụng các gen ti thể và nhân với việc lấy mẫu rất tốt cho các đơn vị phân loại dị dưỡng-nấm này, nhưng không tạo ra một nhóm ngoài với bộ Dioscoreales, chỉ ra các mối quan hệ khác biệt về thực chất trong phạm vi bộ Dioscoreales khi so với cây phát sinh loài do Caddick và ctv. (2002) đưa ra. Tuy nhiên, như Merckx và ctv. (2006) lưu ý, các mối quan hệ do Caddick và ctv. (2002) phát hiện ra lại là chiếm ưu thế khi phân tích các dữ liệu từ lạp lục, và do họ Burmanniaceae nghĩa rộng (sensu lato) chủ yếu là dị dưỡng-nấm nên chúng có các chuỗi thể hạt phân kì nhiều hơn. Các đơn vị phân loại dị dưỡng-nấm này trên thực tế gây ra các vấn đề. Tuy nhiên, có thể khẳng định không còn nghi ngờ gì rằng chi Geomitra và họ Thismiaceae đã thoát ra khỏi từ một nhóm nào đó trong họ Burmanniaceae trong một số phân tích , trong khi theo các phân tích bộ gen ti thể thì các thành viên của họ Burmanniaceae nghĩa rộng lại ở trong hai bộ khác nhau (G. Petersen và ctv. 2006). Trong nghiên cứu về các mối quan hệ của bộ Burmanniales do Neyland (2002) tiến hành, phân họ Burmannioideae đã được hỗ trợ tốt, chi Thismia là nhóm chị-em, nhưng có độ hỗ trợ thấp hơn và Burmanniaceae không có liên kết gì với các nhóm khác trong bộ Dioscoreales. Ngoài ra, phân tích các chuỗi 26S rADN cho thấy họ Corsiaceae (bộ Liliales) là đa ngành; chi Arachnitis có thể là chị-em với chi Thismia. Một số gen, ít nhất có chỉ ra sự tiến hóa tăng tốc. Phân loại dưới đây lấy theo khuyến cáo của Merckx và ctv. (2006).

## Phân loại
Hệ thống APG năm 1998 đặt bộ này trong nhánh thực vật một lá mầm và bao gồm các họ sau:
- Burmanniaceae: Họ Cỏ cào cào
- Dioscoreaceae: Họ Củ nâu
- Taccaceae: Họ Râu hùm
- Thismiaceae: Họ Tiết mi
- Trichopodaceae

Theo hệ thống APG II năm 2003 thì bộ này cũng được đặt trong nhánh monocots và bao gồm 3 họ là:
- Burmanniaceae - cỏ cào cào
- Dioscoreaceae- củ nâu, củ từ, khoai mỡ
- Nartheciaceae: Họ Cỏ sao

Trong hệ thống APG II họ Thismiaceae được đưa vào trong họ Burmanniaceae còn các họ Taccaceae và Trichopodaceae được đặt trong họ Dioscoreaceae, vì thế các thay đổi là không lớn và chỉ có các loài được đưa thêm vào bộ này là thuộc về họ Nartheciaceae.
Tuy nhiên, trên website của APG, truy cập ngày 29-11-2007 thì người ta lại phục hồi lại 2 họ Taccaceae và Thismiaceae, còn Trichopodaceae vẫn đặt trong Dioscoreaceae.
Hệ thống Cronquist năm 1981 không công nhận bộ này mà đặt phần lớn các loài trong bộ Liliales thuộc phân lớp Liliidae của lớp Liliopsida thuộc ngành Magnoliophyta [=thực vật hạt kín].
Hệ thống Dahlgren đặt bộ này trong siêu bộ Lilianae của phân lớp Liliidae [=thực vật một lá mầm] thuộc lớp Magnoliopsida và sử dụng định nghĩa sau:
- Bộ Dioscoreales
Họ Dioscoreaceae
Họ Petermanniaceae
Họ Rhipogonaceae
Họ Smilacaceae: Họ Khúc khắc
Họ Stemonaceae: Họ Bách bộ
Họ Taccaceae
Họ Trichopodaceae
Họ Trilliaceae

## Phát sinh chủng loài
Cây phát sinh chủng loài của bộ Củ nâu so với các bộ thực vật một lá mầm khác lấy theo APG III.
|  | Dioscoreales |
|  |              |
|  | Pandanales   |
|  |              |

|  | Liliales                                                                   |
|  |                                                                            |
|  | \| \| Asparagales \| \| \| \| \| \| Commelinidae (commelinids) \| \| \| \| |
|  |                                                                            |
|  | Asparagales                                                                |
|  |                                                                            |
|  | Commelinidae (commelinids)                                                 |
|  |                                                                            |

|  | Asparagales                |
|  |                            |
|  | Commelinidae (commelinids) |
|  |                            |

|  | Dioscoreales |
|  |              |
|  | Pandanales   |
|  |              |

|  | Liliales                                                                   |
|  |                                                                            |
|  | \| \| Asparagales \| \| \| \| \| \| Commelinidae (commelinids) \| \| \| \| |
|  |                                                                            |
|  | Asparagales                                                                |
|  |                                                                            |
|  | Commelinidae (commelinids)                                                 |
|  |                                                                            |

|  | Asparagales                |
|  |                            |
|  | Commelinidae (commelinids) |
|  |                            |

|  | Dioscoreales |
|  |              |
|  | Pandanales   |
|  |              |

|  | Liliales                                                                   |
|  |                                                                            |
|  | \| \| Asparagales \| \| \| \| \| \| Commelinidae (commelinids) \| \| \| \| |
|  |                                                                            |
|  | Asparagales                                                                |
|  |                                                                            |
|  | Commelinidae (commelinids)                                                 |
|  |                                                                            |

|  | Asparagales                |
|  |                            |
|  | Commelinidae (commelinids) |
|  |                            |

|  | Dioscoreales |
|  |              |
|  | Pandanales   |
|  |              |

|  | Liliales                                                                   |
|  |                                                                            |
|  | \| \| Asparagales \| \| \| \| \| \| Commelinidae (commelinids) \| \| \| \| |
|  |                                                                            |
|  | Asparagales                                                                |
|  |                                                                            |
|  | Commelinidae (commelinids)                                                 |
|  |                                                                            |

|  | Asparagales                |
|  |                            |
|  | Commelinidae (commelinids) |
|  |                            |

|  | Dioscoreales |
|  |              |
|  | Pandanales   |
|  |              |

|  | Liliales                                                                   |
|  |                                                                            |
|  | \| \| Asparagales \| \| \| \| \| \| Commelinidae (commelinids) \| \| \| \| |
|  |                                                                            |
|  | Asparagales                                                                |
|  |                                                                            |
|  | Commelinidae (commelinids)                                                 |
|  |                                                                            |

|  | Asparagales                |
|  |                            |
|  | Commelinidae (commelinids) |
|  |                            |

|  | Dioscoreales |
|  |              |
|  | Pandanales   |
|  |              |

|  | Liliales                                                                   |
|  |                                                                            |
|  | \| \| Asparagales \| \| \| \| \| \| Commelinidae (commelinids) \| \| \| \| |
|  |                                                                            |
|  | Asparagales                                                                |
|  |                                                                            |
|  | Commelinidae (commelinids)                                                 |
|  |                                                                            |

|  | Asparagales                |
|  |                            |
|  | Commelinidae (commelinids) |
|  |                            |

|  | Dioscoreales |
|  |              |
|  | Pandanales   |
|  |              |

|  | Liliales                                                                   |
|  |                                                                            |
|  | \| \| Asparagales \| \| \| \| \| \| Commelinidae (commelinids) \| \| \| \| |
|  |                                                                            |
|  | Asparagales                                                                |
|  |                                                                            |
|  | Commelinidae (commelinids)                                                 |
|  |                                                                            |

|  | Asparagales                |
|  |                            |
|  | Commelinidae (commelinids) |
|  |                            |

|  | Dioscoreales |
|  |              |
|  | Pandanales   |
|  |              |

|  | Liliales                                                                   |
|  |                                                                            |
|  | \| \| Asparagales \| \| \| \| \| \| Commelinidae (commelinids) \| \| \| \| |
|  |                                                                            |
|  | Asparagales                                                                |
|  |                                                                            |
|  | Commelinidae (commelinids)                                                 |
|  |                                                                            |

|  | Asparagales                |
|  |                            |
|  | Commelinidae (commelinids) |
|  |                            |

|  | Dioscoreales |
|  |              |
|  | Pandanales   |
|  |              |

|  | Liliales                                                                   |
|  |                                                                            |
|  | \| \| Asparagales \| \| \| \| \| \| Commelinidae (commelinids) \| \| \| \| |
|  |                                                                            |
|  | Asparagales                                                                |
|  |                                                                            |
|  | Commelinidae (commelinids)                                                 |
|  |                                                                            |

|  | Asparagales                |
|  |                            |
|  | Commelinidae (commelinids) |
|  |                            |

|  | Dioscoreales |
|  |              |
|  | Pandanales   |
|  |              |

|  | Liliales                                                                   |
|  |                                                                            |
|  | \| \| Asparagales \| \| \| \| \| \| Commelinidae (commelinids) \| \| \| \| |
|  |                                                                            |
|  | Asparagales                                                                |
|  |                                                                            |
|  | Commelinidae (commelinids)                                                 |
|  |                                                                            |

|  | Asparagales                |
|  |                            |
|  | Commelinidae (commelinids) |
|  |                            |

|  | Dioscoreales |
|  |              |
|  | Pandanales   |
|  |              |

|  | Liliales                                                                   |
|  |                                                                            |
|  | \| \| Asparagales \| \| \| \| \| \| Commelinidae (commelinids) \| \| \| \| |
|  |                                                                            |
|  | Asparagales                                                                |
|  |                                                                            |
|  | Commelinidae (commelinids)                                                 |
|  |                                                                            |

|  | Asparagales                |
|  |                            |
|  | Commelinidae (commelinids) |
|  |                            |

|  | Dioscoreales |
|  |              |
|  | Pandanales   |
|  |              |

|  | Liliales                                                                   |
|  |                                                                            |
|  | \| \| Asparagales \| \| \| \| \| \| Commelinidae (commelinids) \| \| \| \| |
|  |                                                                            |
|  | Asparagales                                                                |
|  |                                                                            |
|  | Commelinidae (commelinids)                                                 |
|  |                                                                            |

|  | Asparagales                |
|  |                            |
|  | Commelinidae (commelinids) |
|  |                            |

|  | Dioscoreales |
|  |              |
|  | Pandanales   |
|  |              |

|  | Liliales                                                                   |
|  |                                                                            |
|  | \| \| Asparagales \| \| \| \| \| \| Commelinidae (commelinids) \| \| \| \| |
|  |                                                                            |
|  | Asparagales                                                                |
|  |                                                                            |
|  | Commelinidae (commelinids)                                                 |
|  |                                                                            |

|  | Asparagales                |
|  |                            |
|  | Commelinidae (commelinids) |
|  |                            |

|  | Dioscoreales |
|  |              |
|  | Pandanales   |
|  |              |

|  | Liliales                                                                   |
|  |                                                                            |
|  | \| \| Asparagales \| \| \| \| \| \| Commelinidae (commelinids) \| \| \| \| |
|  |                                                                            |
|  | Asparagales                                                                |
|  |                                                                            |
|  | Commelinidae (commelinids)                                                 |
|  |                                                                            |

|  | Asparagales                |
|  |                            |
|  | Commelinidae (commelinids) |
|  |                            |

|  | Dioscoreales |
|  |              |
|  | Pandanales   |
|  |              |

|  | Liliales                                                                   |
|  |                                                                            |
|  | \| \| Asparagales \| \| \| \| \| \| Commelinidae (commelinids) \| \| \| \| |
|  |                                                                            |
|  | Asparagales                                                                |
|  |                                                                            |
|  | Commelinidae (commelinids)                                                 |
|  |                                                                            |

|  | Asparagales                |
|  |                            |
|  | Commelinidae (commelinids) |
|  |                            |

|  | Dioscoreales |
|  |              |
|  | Pandanales   |
|  |              |

|  | Liliales                                                                   |
|  |                                                                            |
|  | \| \| Asparagales \| \| \| \| \| \| Commelinidae (commelinids) \| \| \| \| |
|  |                                                                            |
|  | Asparagales                                                                |
|  |                                                                            |
|  | Commelinidae (commelinids)                                                 |
|  |                                                                            |

|  | Asparagales                |
|  |                            |
|  | Commelinidae (commelinids) |
|  |                            |

Cây phát sinh chủng loài trong nội bộ bộ Củ nâu lấy theo APG II.
|  | Taccaceae   |
|  |             |
|  | Thismiaceae |
|  |             |

| Hỗ trợ < 50% | \| \| Burmanniaceae \| \| \| \| \| \| Dioscoreaceae \| \| \| \| |
|              | \| \| Burmanniaceae \| \| \| \| \| \| Dioscoreaceae \| \| \| \| |
|              | Burmanniaceae                                                   |
|              |                                                                 |
|              | Dioscoreaceae                                                   |
|              |                                                                 |

|  | Burmanniaceae |
|  |               |
|  | Dioscoreaceae |
|  |               |

|  | Taccaceae   |
|  |             |
|  | Thismiaceae |
|  |             |

| Hỗ trợ < 50% | \| \| Burmanniaceae \| \| \| \| \| \| Dioscoreaceae \| \| \| \| |
|              | \| \| Burmanniaceae \| \| \| \| \| \| Dioscoreaceae \| \| \| \| |
|              | Burmanniaceae                                                   |
|              |                                                                 |
|              | Dioscoreaceae                                                   |
|              |                                                                 |

|  | Burmanniaceae |
|  |               |
|  | Dioscoreaceae |
|  |               |

|  | Taccaceae   |
|  |             |
|  | Thismiaceae |
|  |             |

| Hỗ trợ < 50% | \| \| Burmanniaceae \| \| \| \| \| \| Dioscoreaceae \| \| \| \| |
|              | \| \| Burmanniaceae \| \| \| \| \| \| Dioscoreaceae \| \| \| \| |
|              | Burmanniaceae                                                   |
|              |                                                                 |
|              | Dioscoreaceae                                                   |
|              |                                                                 |

|  | Burmanniaceae |
|  |               |
|  | Dioscoreaceae |
|  |               |

|  | Taccaceae   |
|  |             |
|  | Thismiaceae |
|  |             |

| Hỗ trợ < 50% | \| \| Burmanniaceae \| \| \| \| \| \| Dioscoreaceae \| \| \| \| |
|              | \| \| Burmanniaceae \| \| \| \| \| \| Dioscoreaceae \| \| \| \| |
|              | Burmanniaceae                                                   |
|              |                                                                 |
|              | Dioscoreaceae                                                   |
|              |                                                                 |

|  | Burmanniaceae |
|  |               |
|  | Dioscoreaceae |
|  |               |

## Hình ảnh

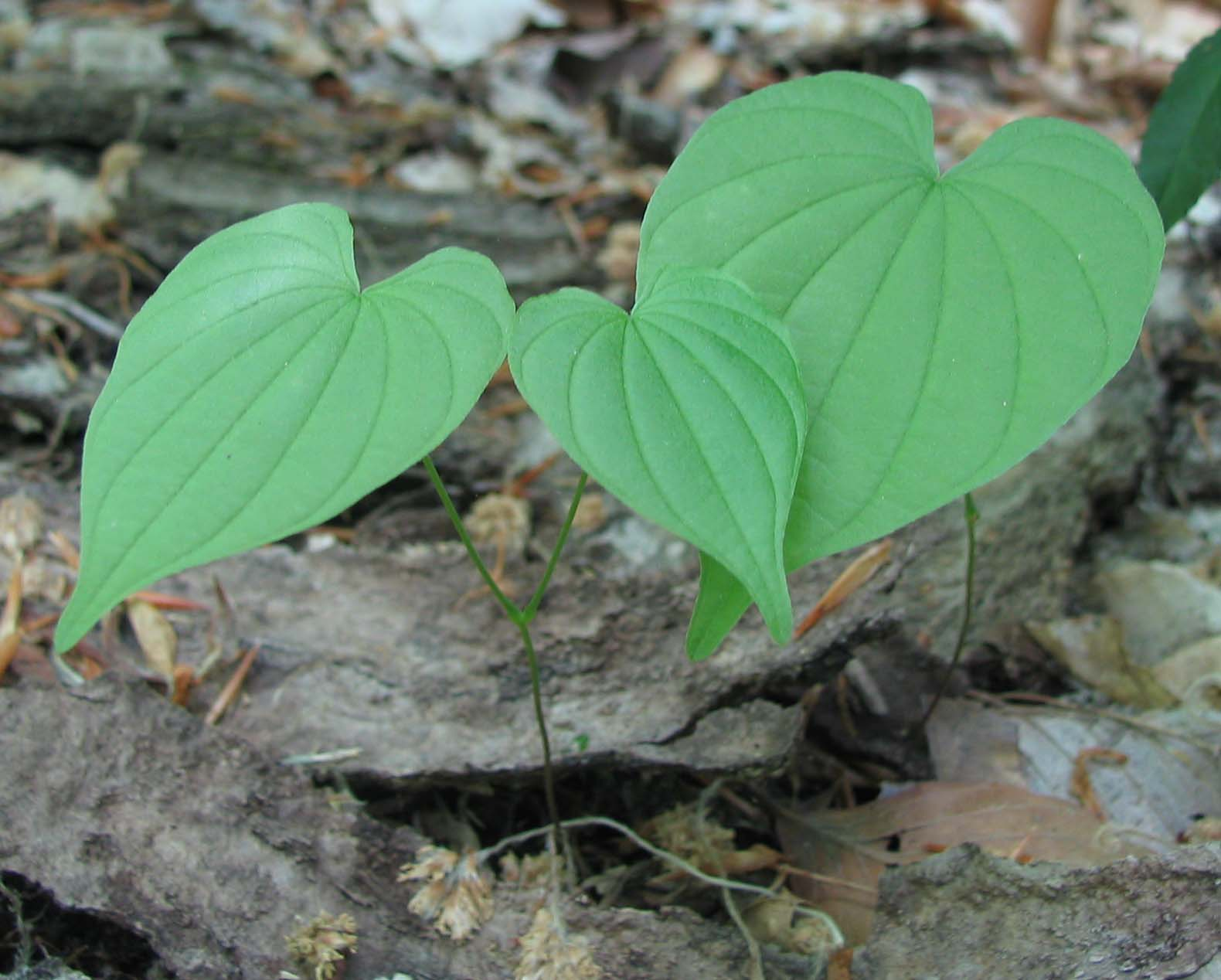
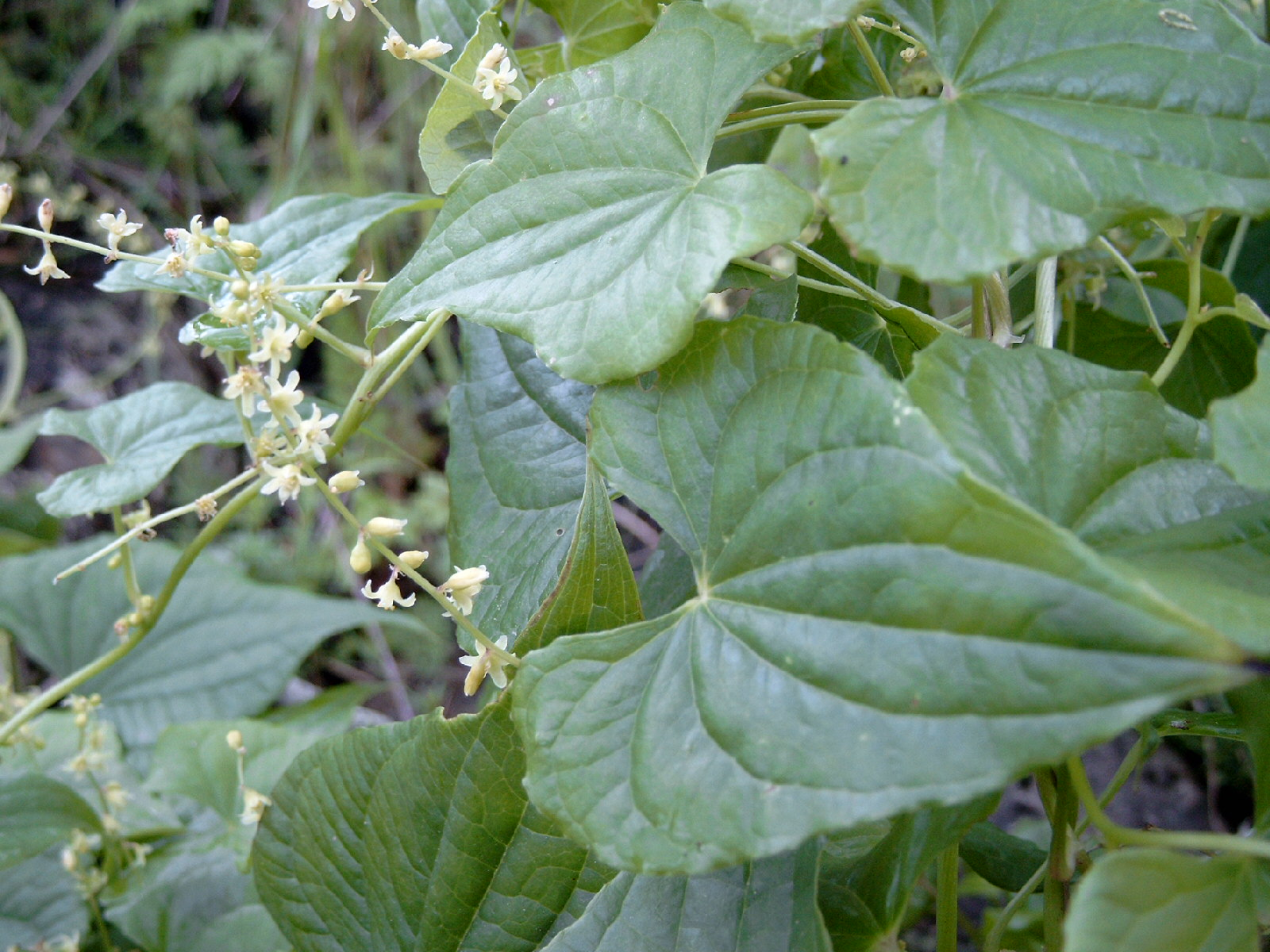
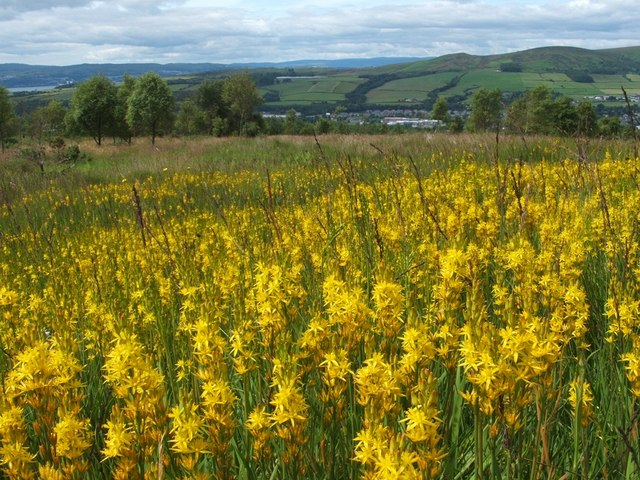